# Fiat 1500
Ne doit pas être confondu avec la Fiat 1500 de 1961.

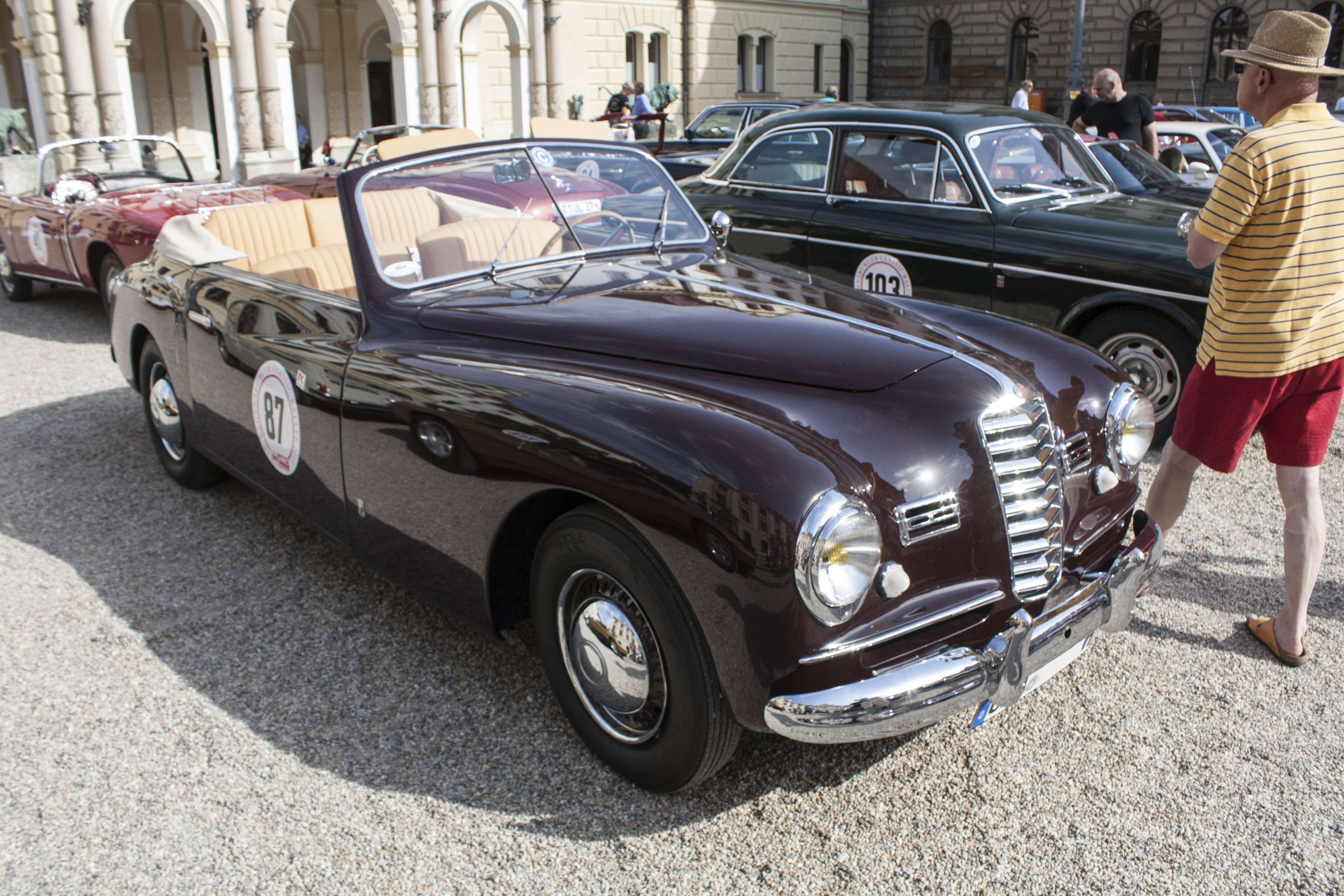
Fiat 1500 Cabriolet (1948)

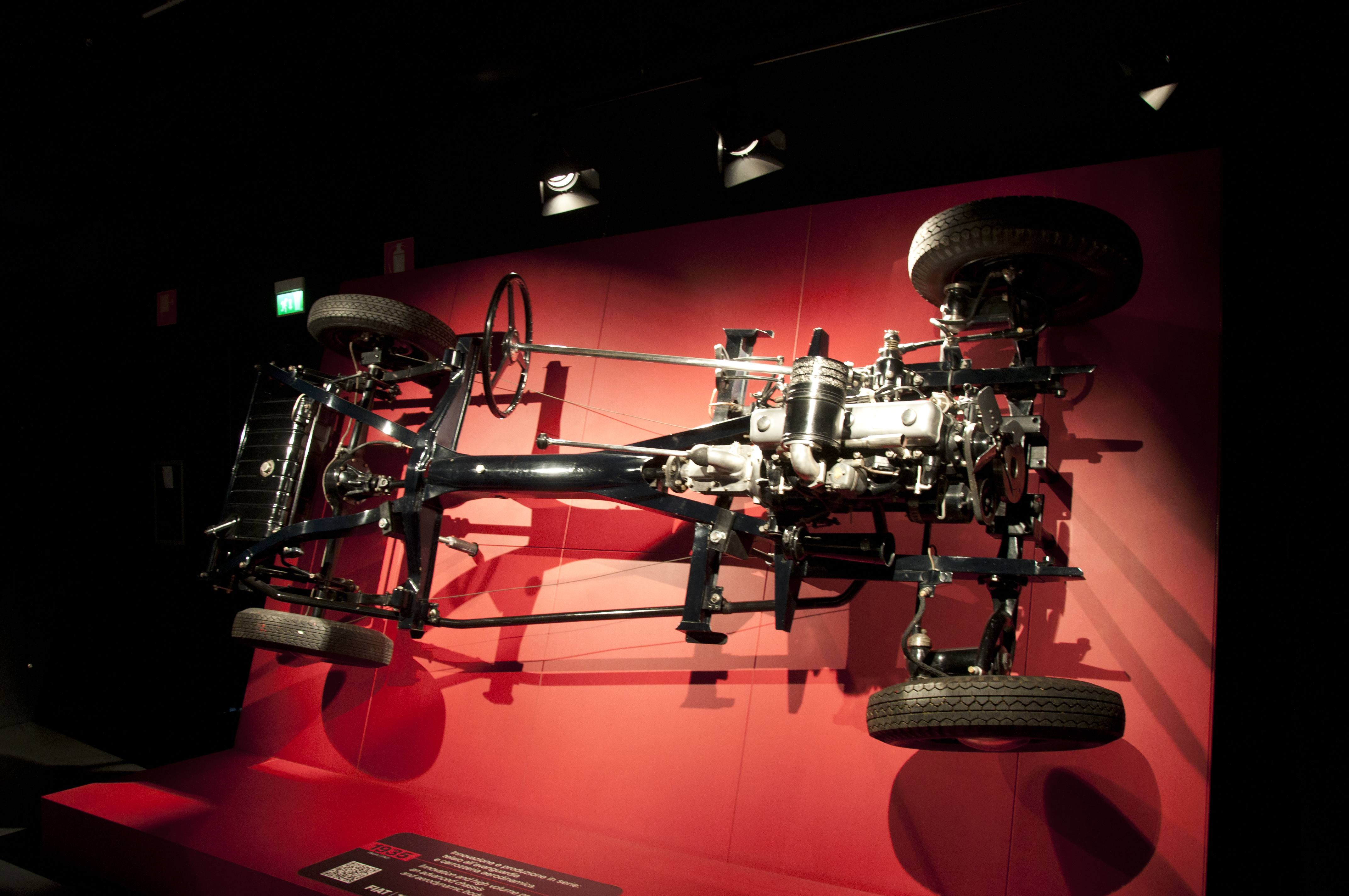
Châssis motorisé de la Fiat 1500 (1935) pour carrossiers extérieurs

La Fiat 1500 est une voiture haut de gamme, fabriquée par le constructeur italien Fiat. Cinq séries de berlines et deux séries de coupés et cabriolets ont été fabriqués de 1935 à 1950.
Le projet reposait sur un concept très novateur pour l'époque, l'aérodynamisme. Fiat disposait déjà d'une soufflerie et d'un système de mesures grandeur nature, une première en Europe. La ligne est due au designer italien Mario Revelli de Beaumont.

## Histoire
La Fiat 1500 a été présentée en avant première le 5 septembre 1935 dans l'usine Fiat du Lingotto à Turin. Elle a ensuite été lancée officiellement lors du Salon International de Milan le 9 novembre 1935. Elle défraie la chronique du moment avec une ligne révolutionnaire, mise au point dans ce qui restera la première soufflerie au monde. Cette même ligne sera ensuite reprise sur les Fiat 1100 et Fiat 2800, en 1938. Équipée d'un moteur 6 cylindres en long de 1 493 cm3 développant 45 cv, à soupapes en tête. Ce moteur restera longtemps parmi les plus petits 6 cylindres au monde. Elle disposait également pour la première fois d'une suspension avant à roues indépendantes.
La Fiat 1500 première série est déclinée, comme de coutume chez Fiat, en versions châssis pour les carrossiers extérieurs et en version berline et cabriolet. Elle sera fabriquée en 25 650 exemplaires.
En 1939, peu avant le début de la Seconde Guerre mondiale, Fiat présente une version à peine retouchée, la seconde série Fiat 1500B, qui verra augmenter la puissance de ses freins. Elle sera fabriquée en 9 906 exemplaires.
En 1940, en pleine guerre, Fiat présente la troisième série 1500C qui voit sa ligne retouchée, avec une calandre plus imposante, dans la même lignée que celle de la Fiat 1100. Sa production sera interrompue pour faire place aux fabrications de matériels militaires, camions, chars d'assaut, etc. Elle ne reprendra qu'à la fin du conflit.
En 1948, Fiat présente la quatrième évolution de la 1500, la Fiat 1500D qui va bénéficier de nombreuses modifications techniques, la puissance de son moteur passe de 45 à 47 cv CUNA (34,6 kW), une nouvelle direction et de nouvelles suspensions avant.
En 1949, une dernière évolution de la Fiat 1500, la 1500E, est présentée à la Foire du Levant de Bari. Elle bénéficie de quelques retouches esthétiques avec notamment le déplacement de la roue de secours à l'intérieur du coffre à bagages, des parechocs plus épais, un synchronisateur sur le deuxième rapport de boîte et l'apparition du levier de vitesses au volant. La « 1500 E » ne restera que quelques mois au catalogue du constructeur car elle préfigure l'arrivée en début d'année 1950 de la nouvelle Fiat 1400, la première automobile entièrement conçue après-guerre.

## Production en Italie
La production globale de ce modèle s'élève à 43 964 exemplaires ainsi répartis :
- 25 650 exemplaires de la première série de 1935,
- 10 000 exemplaires de la seconde série 1500B de 1939,
- 6 900 exemplaires de la 1500C de 1940,
- 2 833 exemplaires de la version 1500D.
- 1 691 exemplaires de la 1500E de 1949 jusqu'en 1950.

NB : le nombre de châssis motorisés pour les carrossiers extérieurs, n'est pas connu.

## La Fiat 1400 son héritière
En mars 1950, Fiat présente au Salon international de l'automobile de Genève, à l'occasion du cinquantième anniversaire de la marque, un tout nouveau modèle qui fera date dans le monde automobile, la Fiat 1400. Elle est le fruit du projet Fiat 101 qui marquera la fin des châssis tubulaires et l'essor des coques autoporteuses. La Fiat 1400 berline et cabriolet sont considérées les premiers vrais modèles automobiles d'après guerre. La Fiat 1400 sera l'image de l'industrie italienne et sera fabriquée sous licence dans de nombreux pays.

## La Fiat 1500 dans le monde

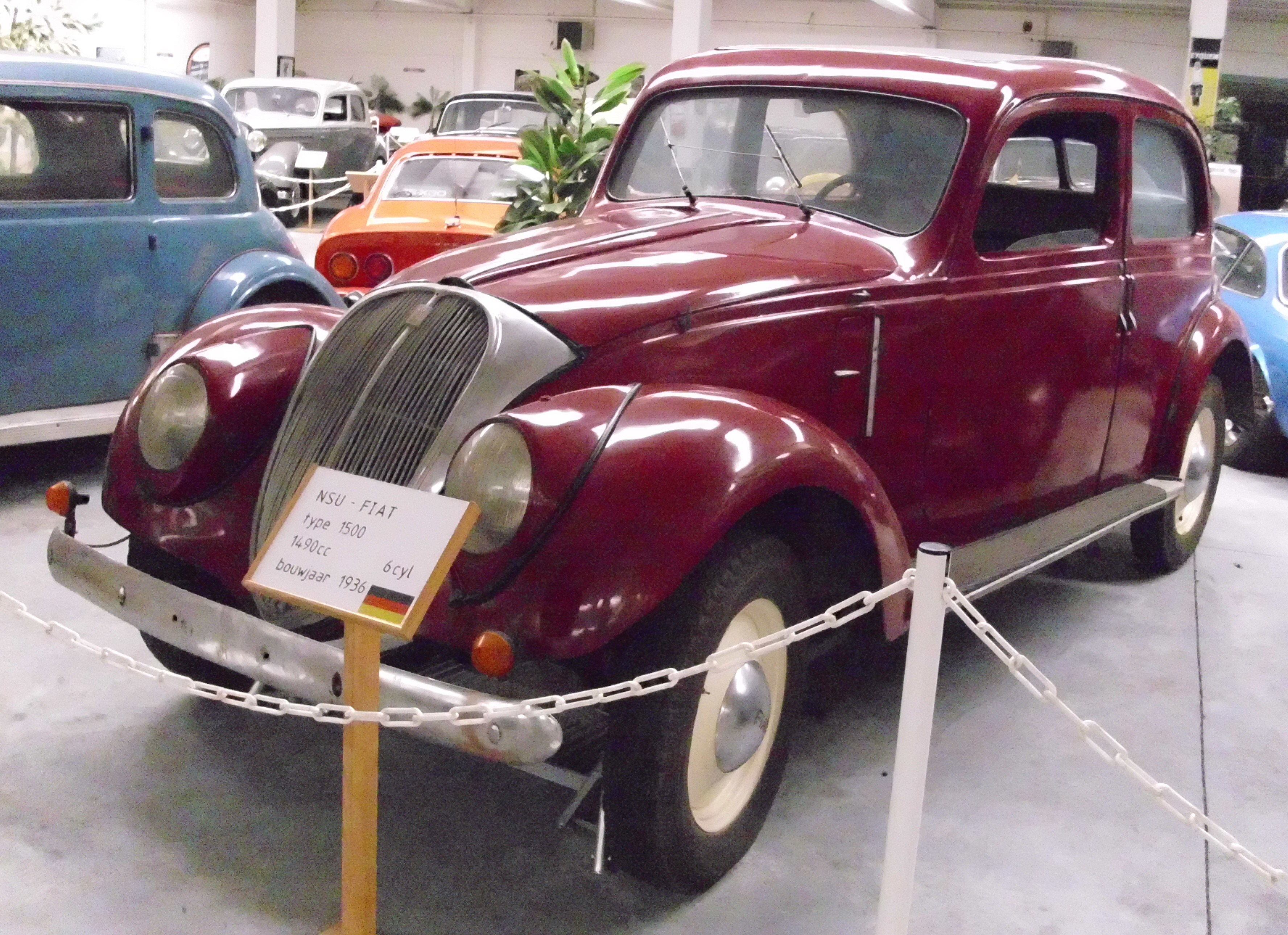
Fiat-NSU 1500 (1936)

La Fiat 1500 ne fut pas construite dans de nombreux pays hors de l'Italie, mais il faut noter :
- Autriche : dans l'usine AustroFiat de Vienne et dans la même configuration de l'original italien, entre 1936 et 1950, Steyr-Puch fabriqua des Fiat 1500 sous licence,
- Allemagne : dans l'usine Fiat-NSU, Fiat fabriqua la Fiat 1500, entre 1936 et 1950.
- Pologne : dans l'usine FSO de Varsovie, Fiat-Polski y fabriqua un certain nombre de 1500.

## Données techniques Fiat 1500 E
Moteur : longitudinal avant, 6 cylindres en ligne, soupapes en tête
Cylindrée : 1 493 cm3
Alésage x course : 65 mm x 75 mm
Puissance max : 47 ch à 4 400 tr/min
Transmission: boîte manuelle 4 vitesses, embrayage monodisque à sec, propulsion arrière
Suspensions : avant à roues indépendantes, bras transversaux superposés, ressorts hélicoïdaux, amortisseurs hydrauliques à bain d'huile, arrière essieu rigide, amortisseurs hydrauliques, barre stabilisatrice transversale,
Freins : hydrauliques sur les 4 roues
Dimensions et poids : empattement 2 800 mm, voie avant 1 323 mm, voie arrière 1 367 mm, longueur 4 495 mm, largeur 1 594 mm, hauteur 1 524 mm. Poids : 1 200 kg à vide, 1 530 kg à pleine charge.
Vitesse max : 120 km/h